# الوفد الفرنسي (فلم 2021)
الوفد الفرنسي (بالإنجليزية: The French Dispatch) فيلم دراما كوميدي أمريكي من تأليف وإخراج ويس أندرسون من قصة كتبها أندرسون ورومان كوبولا وهوجو غينيس وجيسون شوارتزمان. يعرض الفيلم ثلاث قصص مختلفة عن المكتب الأجنبي الفرنسي لإحدى الصحف الخيالية في كانساس.

## طاقم التمثيل
- بينيشيو ديل تورو: في دور موسيس روزنتالر.
- أدريان برودي: في دور جوليان كادازيو.[12]
- تيلدا سوينتون: في دور ج.ك.ل برنسين.
- ليا سيدو: في دور سيمون.
- فرانسيس ماكدورماند: في دور لوسيندا كرمينتز.
- تيموثي شالاميت: في دور زيفيريللي.
- لينا خودري: في دور جوليت.
- جيفري رايت: في دور رويبوك رايت.[12]
- ماثيو أمالريك: في دور شرطي مع ابن مخطوف.
- ستيف بارك: في دور الملازم نسكافير.
- بيل موراي: في دور آرثر هاوتزر.[12]
- أوين ويلسون: في دور هيربسينت سازراك.[12]
- بالإشتراك مع: ليف شرايبر- إدوارد نورتون

- ويليم دافو- ساويرس رونان- جيسون شوارتزمان- أنجليكا هوستون.

## الخلفية والموضوع
يوصف الفيلم بأنه «رسالة حب إلى الصحفيين تم وضعها في موقع أمامي لصحيفة أمريكية في مدينة فرنسية خيالية من القرن العشرين». يروي الفيلم ثلاث قصص، ويعيد إلى الحياة مجموعة من الحكايات التي نُشرت تحت نفس العنوان «الوفد الفرنسي». الفيلم مستوحى من حب أندرسون للمجلة الأسبوعية النيويوركر، وتستند بعض الشخصيات والأحداث في الفيلم إلى شخصيات واقعية من المجلة. تركز إحدى القصص الثلاثة على احتجاجات الطلاب في 68 مايو، مستوحاة من مقالة «مافيس جالانت» المكونة من جزأين. قصة أخرى، تصور شخصية «جوليان كادازيو» لأدريان برودي، تستند إلى «أيام دوفين»، وهي قصة من ستة أجزاء في نيويوركر عن تاجر التحف اللورد دوفين.
عندما تحدث أندرسون إلى دار النشر الفرنسية «تشارنتي ليبر» في أبريل 2019، قال: «ليس من السهل شرح القصة، إنها حول صحفي أمريكي مقيم في فرنسا، وينشئ مجلته. إنها بالأحرى صورة لهذا الرجل الصحفي الذي يكافح لكتابة ما يريد كتابته. إنه ليس فيلمًا عن حرية الصحافة، ولكن عندما تتحدث عن المراسلين فإنك تتحدث أيضًا عن ما يحدث في العالم الحقيقي».

## صدور الفيلم
كان من المقرر أن يتم عرض الفيلم لأول مرة في مهرجان كان السينمائي في 12 مايو 2020، ويتم إصداره على نطاق واسع في 24 يوليو، ولكن بسبب جائحة كوفيد 19، تم إلغاء المهرجان وتم سحب الفيلم من الجدول في 3 أبريل 2020. تمت إعادة جدولة الفيلم ليتم عرضه في 16 أكتوبر 2020، قبل أن يتم سحبه من الجدول مرة أخرى في 23 يوليو 2020، ومن المقرر حاليًا إصداره في مايو 2021، مع تقارير تفيد بأنه قد يتم عرضه لأول مرة في مهرجان كان السينمائي لعام 2021.

## وصلات خارجية
https://www.imdb.com/title/tt8847712/ الوفد الفرنسي (فلم 2021)
https://www.rottentomatoes.com/m/the_french_dispatch الوفد الفرنسي (فلم 2021)